# Cycloseris explanulata
Espèce
Synonymes
- Psammocora explanulata van der Horst, 1922[1]

Cycloseris explanulata est une espèce de coraux de la famille des Fungiidae.

## Publication originale
- van der Horst, 1922 : Madreporaria: Agariciidae. Report of the Percy Sladen Trust Expedition to the Indian Ocean 1905, Volume 7. Transactions of the Linnean Society of London, sér. 2, Zoology vol. 18, n. 1, pp. 417-429 (en).